# Mariä Himmelfahrt (Gaimersheim)

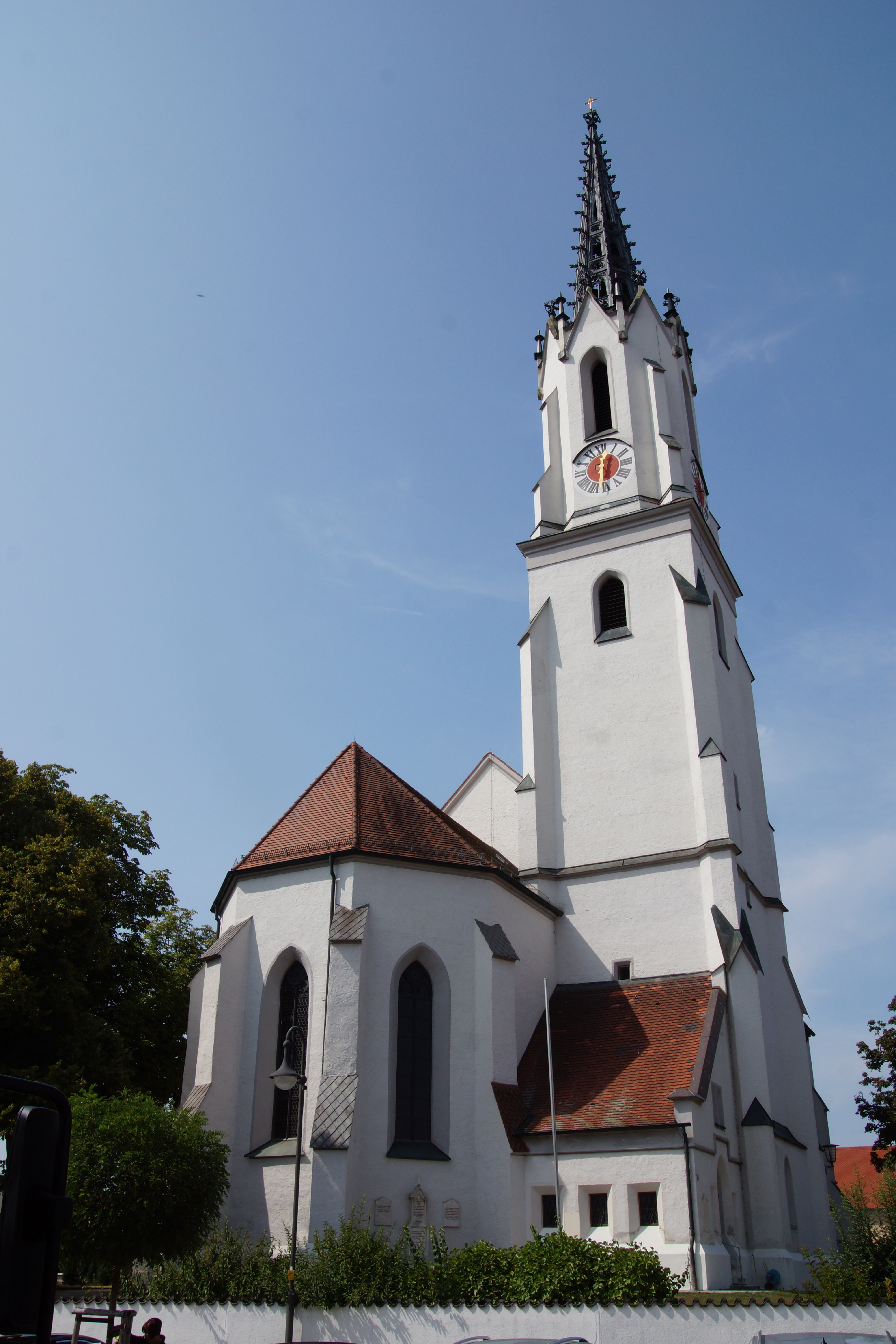
Mariä Himmelfahrt in Gaimersheim

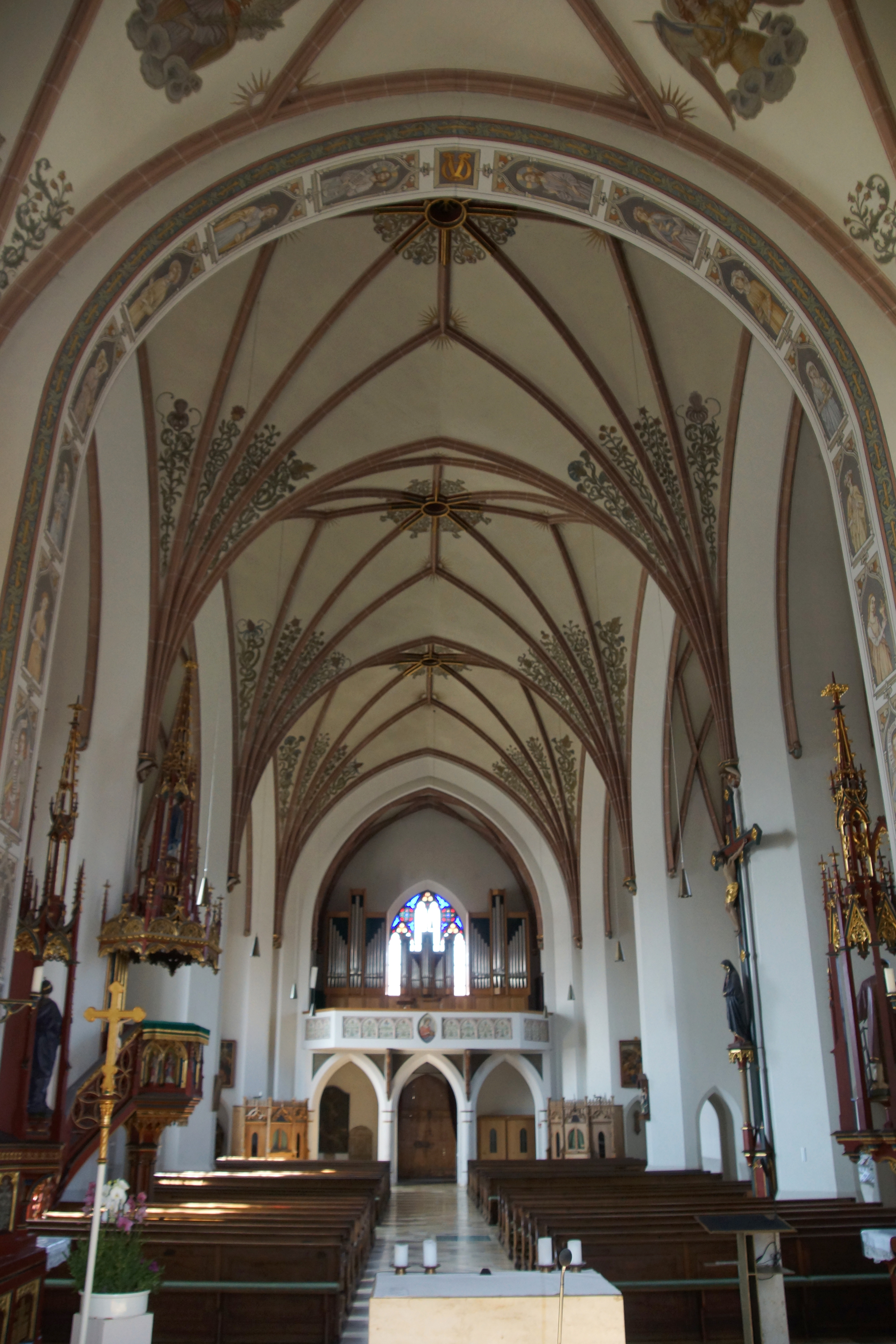
Innenraum

Die römisch-katholische Pfarrkirche Mariä Himmelfahrt steht in Gaimersheim, einem Markt im oberbayerischen Landkreis Eichstätt. Das Bauwerk ist in der Liste der Baudenkmäler in Gaimersheim als Baudenkmal unter der Nr. D-1-76-126-21 eingetragen. Die Pfarrei gehört zum Dekanat Eichstätt des Bistums Eichstätt.

## Beschreibung
Die neugotische Hallenkirche wurde 1860 nach einem Entwurf von Matthias Berger erbaut. Sie besteht aus dem Langhaus, dem eingezogenen, dreiseitig geschlossenen Chor im Osten, dem Chorflankenturm auf quadratischem Grundriss an der Nordwand des Chors und einem Vorzeichen vor der Fassade im Westen. Die Außenwände der Kirche sind mit Strebepfeilern versehen. Der in den unteren Teilen vom 1488 errichteten Vorgängerbau stammende Chorflankenturm wurde um 1854 um ein achteckiges Geschoss für die Turmuhr und den Glockenstuhl mit vier Kirchenglocken aufgestockt. Den Abschluss bildet ein aus Gusseisen gefertigter, mit Fialen verzierter Spitzhelm. 
Die Innenräume von Langhaus und Chor sind mit Netzgewölben überspannt. Über dem Chorbogen befindet sich eine Darstellung des Jüngsten Gerichts. Auf dem Altarretabel des Hochaltars ist die Himmelfahrt Mariens dargestellt. Die Orgel mit 18 Register, verteilt auf zwei Manuale und Pedal wurde 1974 von WRK Orgelbau gefertigt.